# Brinkmannshof

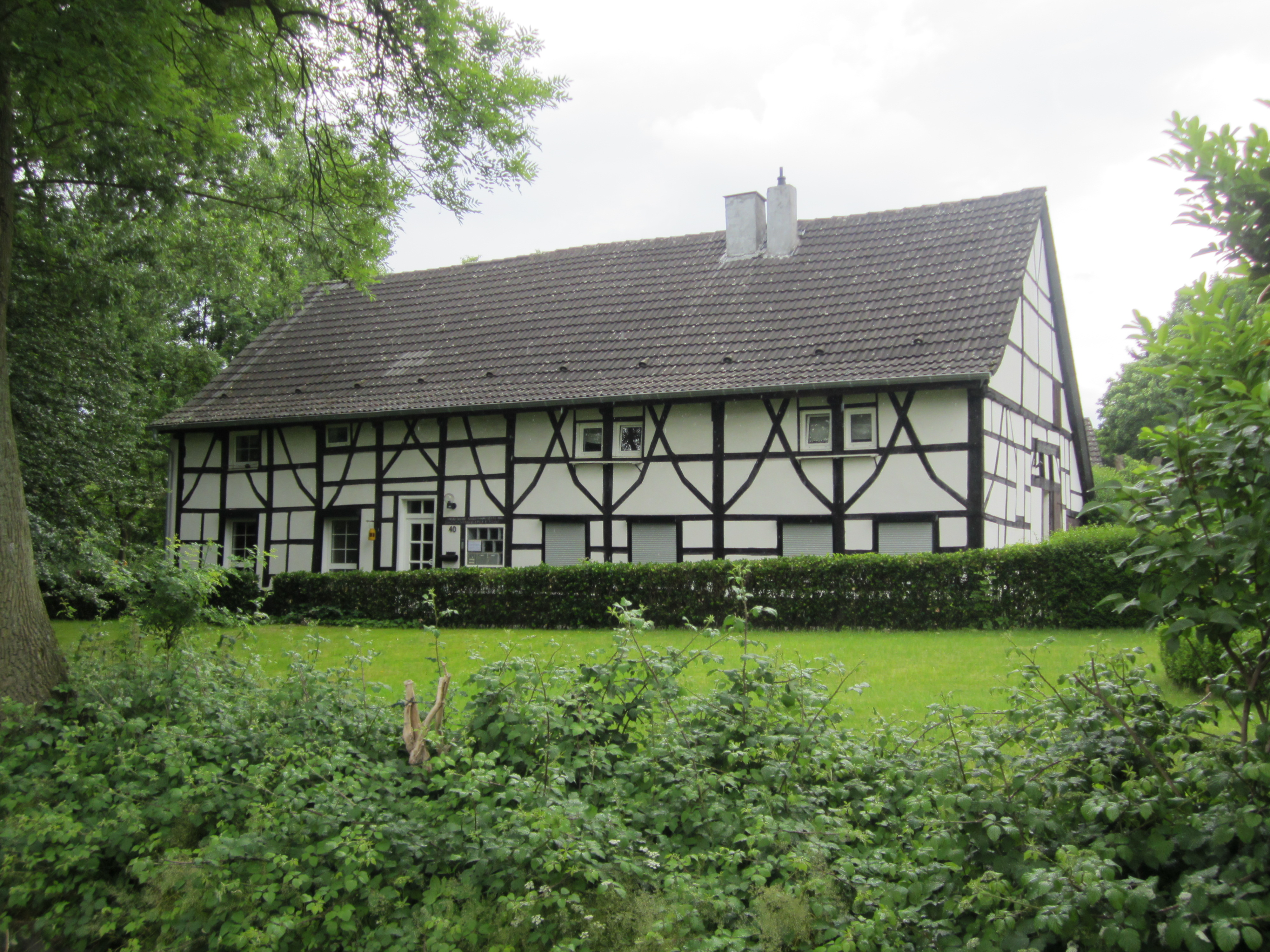
Brinkmannshof

Vom einstigen Brinkmannshof im Essener Stadtteil Bedingrade gibt es heute noch ein Fachwerkhaus, das seit 1985 unter Denkmalschutz steht.

## Geschichte
Der Brinkmannshof war ein Unterhof von Ehrenzell und wird bereits im Essener Kettenbuch von 1332 als oppen Brincke erwähnt. Das jetzige Gebäude stammt laut seiner Inschrift über der Eingangstür an der südlichen Traufseite aus dem Jahr 1752. Vom Grundriss her handelt es sich um ein Längsdeelenhaus mit einem seitlich verschobenen Deelentor. Typisch für den Borbecker Raum sind die überkreuzten Kopfstreben im oberen Gefach. 
1985 wurde der Hof aufgrund vielfältiger Sachpunkte unter Denkmalschutz gestellt: er hat Bedeutung für die Siedlungsgeschichte Borbecks, er dokumentiert die Architektur und damit auch die Arbeits- und Produktionsverhältnisse eines damaligen Hofs im niederrheinisch-westfälischen Grenzgebiet und hatte außerdem eine geschichtliche Beziehung zum Oberhof Borbeck und damit zur Stadt Essen.  